# Andreu Abellon
Andreu Abellon - André Abellon (francès) - (Sant Maissemin de la Santa Bauma, Provença, 1375 - Ais de Provença, 15 de maig de 1450) fou un frare dominic i pintor provençal. És venerat com a beat per l'Església catòlica.

Va sentir predicar Sant Vicent Ferrer i decidí fer-se dominic. Va predicar per tota la Provença. Mestre en teologia a Montpeller, París i Avinyó (Valclusa), treballà activament en la reforma de la vida a l'orde. Fou prior del convent de Santa Maria Magdalena de Sant Maissemin. Durant la pesta de 1415, anà a Ais a predicar, tot i el perill que comportava, la qual cosa li feu guanyar l'admiració dels ciutadans.
Va ser pintor, però se'n conserven poques obres, d'un estil molt influït, en el tractament dels rostres i paisatges, per la pintura flamenca. Són seves quatre pintures de la capella de Sant Eloi de la basílica de Santa Maria Magdalena de Sant Maissemin de la Santa Bauma, parts d'un retaule.
Mort a Ais, fou sebollit al monestir de Santa Maria Magdalena, aviat la seva tomba fou objecte de veneració i se'n parlà de miracles per la seva intercessió. Va ser beatificat el 1902.

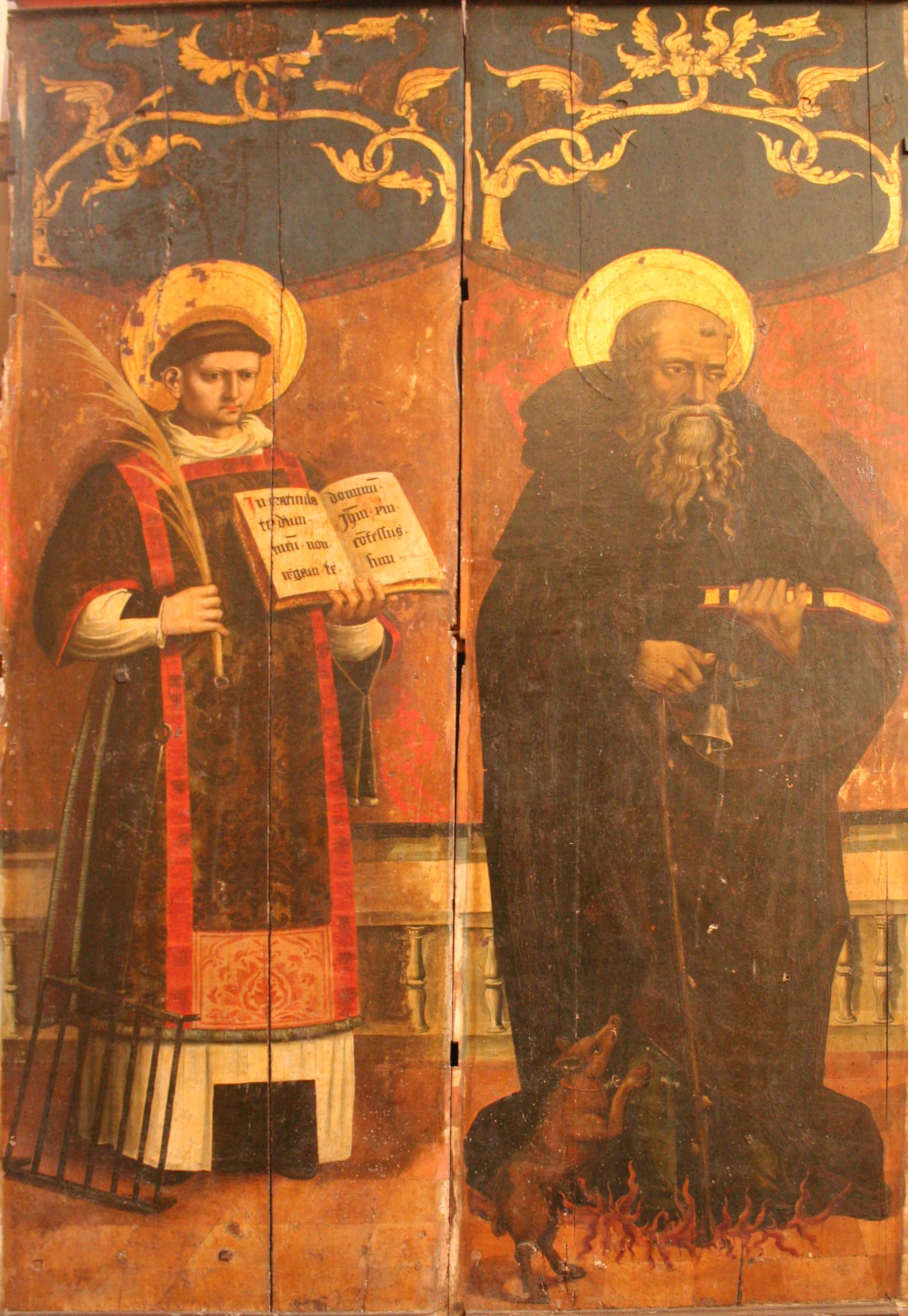
Sant Llorenç i Sant Antoni Abat, del retaule de Sant Eloi
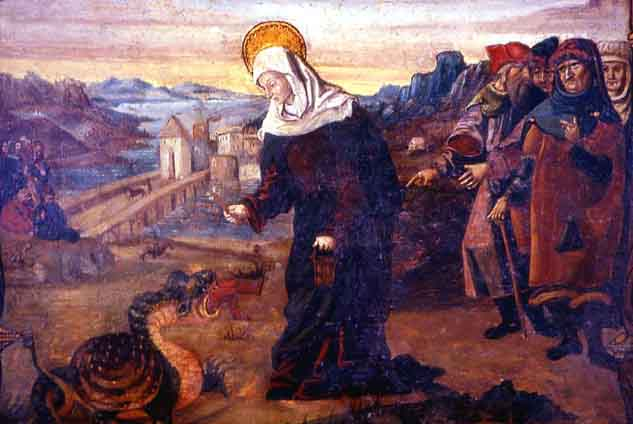
Marta domant la Tarasca (Basílica de Sta. M. Magdalena, Saint-Maximin)
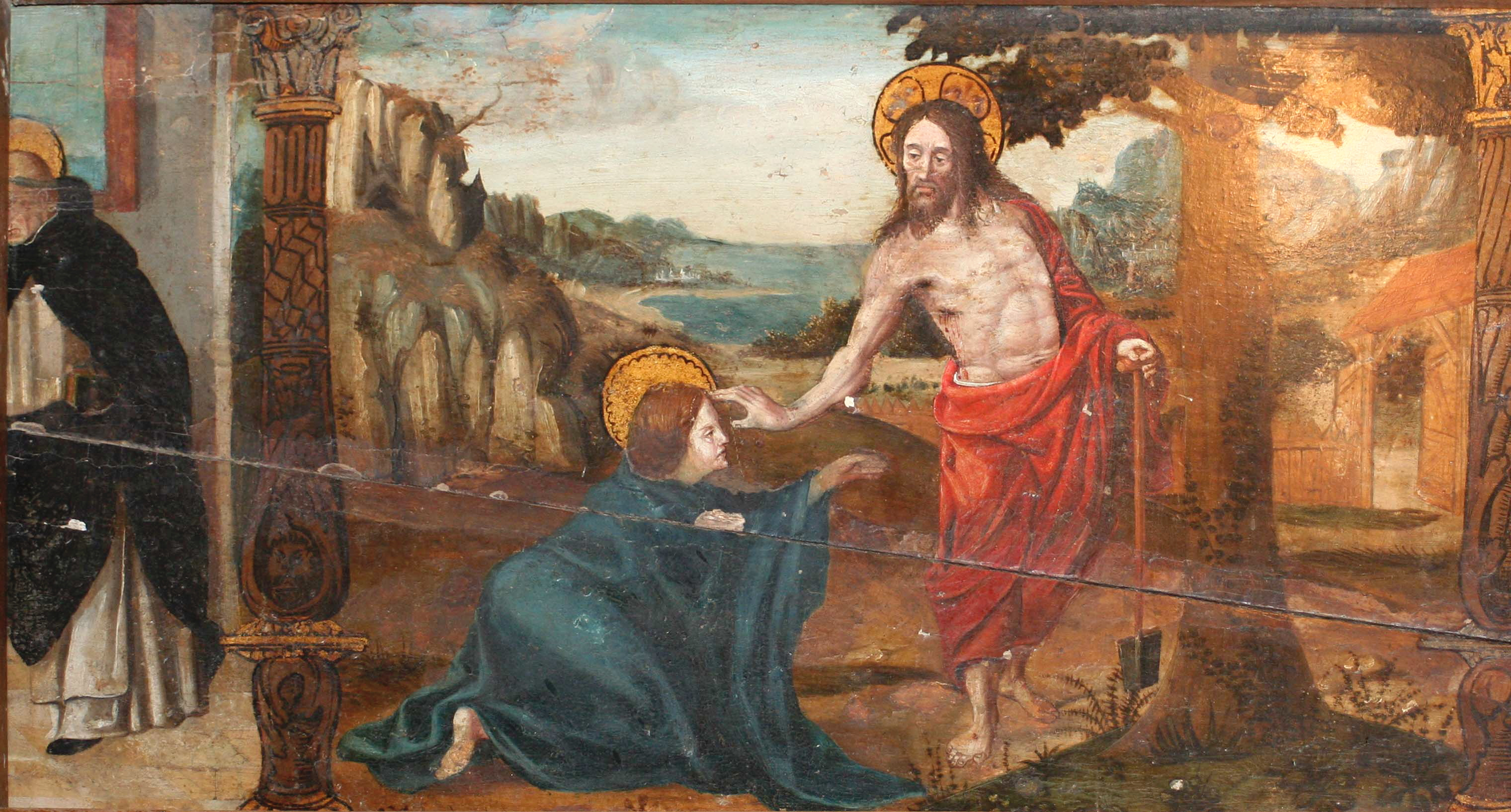
Noli me tangere